# Кіскілл-Лілла
Кіскілл-Лілла (від шумер. 𒆠𒂖 𒆤𒆷  ki.sikil.lil.la; «демониця вітру») — в ассирійській та вавилонській міфології нічна демониця, вампір, демониця бурі, імовірно згодом перейшла в образ Ліліт. Її також називали «та, що тішить сердця» та «діва, яка постійно кричить».

## Міфологія
Відомості про демоницю фрагментарні. У деяких джерелах зустрічається зі знаком lil (𒆤) в кінці, що можна перекласти як «та, що належить Лілу». Відомо, що Лілу був можливим батьком Гільгамеша та шумерською версією інкубу. Деякі дослідники припускають, що ці демониці могли бути породжені Ану та Нінхурсаг.

### Епос про Гільгамеша
У шумерському варіанті Епосу про Гільгамеша ключовою формою імені є ki.sikil.lil.la.ke. Ця назва має кілька перекладів, що відображають складність та багатогранність її образу. Серед них: «діва Ліли», «супутниця», «його кохана» або «служниця». Крім того, запропоновані й інші переклади окремих елементів: ki.sikil як «священне місце», lil як «дух», а lil.la.ke як «водний дух». Іноді це ім'я також перекладається просто як «сова», що пов'язано з її житлом у стовбурі дерева. Існує також варіація імені ki.sikil.ud.da.ka.ra, яка перекладається як «діва, що вкрала світло», і іноді ідентифікується з місяцем.

### Гільгамеш та Підземний світ
У цьому міфі розповідається про дерево хулуппу, що росло в саду богині Інанни в Уруці. Інанна планувала використати деревину цього дерева для виготовлення нового трону. Однак, після десяти років зростання, коли вона прийшла збирати врожай, виявила, що в дереві оселилися три істоти: змій біля основи, птах Анзу, що вирощував своїх пташенят у кроні, і ki.sikil.lil.la.ke (зазвичай перекладають як «демониця»), яка зробила собі дім у стовбурі.
Далі описуються дії Гільгамеша. Він убив змія, що призвело до того, що птах Анзу полетів у гори зі своїми пташенятами. Після цього ki.sikil.lil.la.ke, охоплена страхом, зруйнувала свій дім і втекла в пустелю або ліс.